# Гакеттстаун (Нью-Джерсі)
Гакеттстаун (англ. Hackettstown) — місто (англ. town) в США, в окрузі Воррен штату Нью-Джерсі. Населення — 10 248 осіб (2020).

## Географія
Гакеттстаун розташований за координатами 40°51′13″ пн. ш. 74°49′30″ зх. д. / 40.85361° пн. ш. 74.82500° зх. д. (40.853704, -74.824877).  За даними Бюро перепису населення США в 2010 році місто мало площу 9,61 км², з яких 9,34 км² — суходіл та 0,27 км² — водойми.

## Демографія
Згідно з переписом 2010 року, у місті мешкали 9724 особи в 3575 домогосподарствах у складі 2255 родин. Було 3755 помешкань
Расовий склад населення:
| - 85,1 % — білих - 5,0 % — азіатів - 2,5 % — чорних або афроамериканців - 0,2 % — корінних американців - 0,1 % — вихідців з тихоокеанських островів - 5,2 % — осіб інших рас |

До двох чи більше рас належало 2,0 %. Частка іспаномовних становила 15,2 % від усіх жителів.
За віковим діапазоном населення розподілялося таким чином: 20,3 % — особи молодші 18 років, 65,6 % — особи у віці 18—64 років, 14,1 % — особи у віці 65 років та старші. Медіана віку мешканця становила 37,3 року. На 100 осіб жіночої статі у місті припадало 91,8 чоловіків;  на 100 жінок у віці від 18 років та старших — 91,4 чоловіків також старших 18 років.
Середній дохід на одне домашнє господарство  становив 83 976 доларів США (медіана — 64 464), а середній дохід на одну сім'ю — 97 009 доларів (медіана — 81 618). Медіана доходів становила 53 164 долари для чоловіків та 46 866 доларів для жінок. За межею бідності перебувало 10,9 % осіб, у тому числі 15,3 % дітей у віці до 18 років та 7,5 % осіб у віці 65 років та старших.
Цивільне працевлаштоване населення становило 4893 особи. Основні галузі зайнятості: освіта, охорона здоров'я та соціальна допомога — 19,6 %, роздрібна торгівля — 15,3 %, мистецтво, розваги та відпочинок — 11,6 %, науковці, спеціалісти, менеджери — 11,4 %.